# Thegiornalisti
I Thegiornalisti sono stati un gruppo musicale pop italiano formatosi a Roma nel 2009 e composto dal cantante Tommaso Paradiso, dal batterista Marco Primavera e dal polistrumentista Marco Antonio Musella. L'attività del trio è terminata nel 2019, poco dopo l'abbandono di Paradiso dalla formazione.

## Storia

### Primi anni e pubblicazioni
Suonando in formazioni romane diverse i tre ragazzi si conoscono da tempo, ma è solo nel 2009 che decidono di formare un gruppo. Inizialmente Marco Primavera era deciso ad unire vari musicisti di Roma per formare un super gruppo, ma con il tempo l'intesa tra i tre è così forte da decidere di continuare da soli e propone il nome Thegiornalisti. Il nome, come dichiarato in un'intervista dagli stessi membri, deriva dall'intento di raccontare e riportare nei testi delle canzoni la quotidianità nel modo più vicino possibile alla realtà, come fanno, appunto, i giornalisti quando riportano le notizie. Il The all'inizio è stato aggiunto per distinguersi dall'omonima professione e per essere più facilmente identificabili. Tale scelta ingloba dentro di sé sia il tipo di band di provenienza, forgiate dal brit anni novanta e che utilizzavano dei testi scritti in un inglese maccheronico, che la voglia di ritornare a scrivere musica dando risalto all'aspetto del testo e alle parole.
Dal 2011 il gruppo viene accompagnato nei concerti dal bassista Gabriele Blandamura. Il 3 settembre 2011 viene pubblicato l'album di debutto Vol. 1, a cui hanno fatto seguito Canzoni fuori, EP di 2 brani reso disponibile in download digitale il 19 maggio 2012, e Vecchio, secondo album in studio pubblicato il 24 settembre 2012.

### FuoricampoeCompletamente Sold Out
Nel 2014 il gruppo ha pubblicato il terzo album Fuoricampo, che ha ricevuto buone recensioni da parte della critica specializzata. In particolar modo, si sono fatti conoscere nel 2015 con il singolo Fine dell'estate, trasmesso da Radio Deejay e in seguito da altre radio nazionali.
Il 21 ottobre 2016 il gruppo pubblica il loro quarto album in studio Completamente Sold Out anticipato dai singoli Tra la strada e le stelle, Il tuo maglione mio e Completamente, quest'ultimo in rotazione nelle radio nazionali dal 21 settembre 2016. L'album, successivamente, viene certificato disco d'oro dalla FIMI per aver venduto oltre 25 000 copie. Il singolo raggiunge la 54ª posizione della Top Singoli, diventando il primo singolo del gruppo a entrare in classifica. Nonostante il singolo non sia andato oltre tale posizione riscuote comunque un buon successo a livello nazionale raggiungendo inoltre l'11ª posizione dei singoli più trasmessi in radio. In seguito il brano viene certificato doppio disco di platino dalla FIMI per aver venduto oltre 100 000 copie.
Il 5 novembre 2016 parte da Bologna la prima tappa del Completamente Tour, che prosegue a Roncade, Milano, Firenze, Pozzuoli, Roma, Torino e si conclude il 3 dicembre a Perugia, registrando il sold out in ogni tappa. Il tour vede l'ingresso nella formazione in qualità di turnisti di Walter Pandolfi al basso, in sostituzione di Blandamura, e del cantautore Leo Pari alle tastiere e al sintetizzatore.
Il 24 febbraio 2017 entra in rotazione radiofonica Sold Out, secondo singolo estratto dall'ultimo album. Successivamente il brano viene certificato disco d'oro dalla FIMI per aver venduto oltre 25 000 copie. Il 5 aprile viene pubblicato per il download digitale un ulteriore singolo inedito, Senza, presentato per l'occasione durante il tour Completamente senza. Il 7 aprile viene pubblicato Fenomeno, nono album in studio del rapper Fabri Fibra in cui è presente una collaborazione con la band nel brano Pamplona, entrato alla posizione 26 della Top Singoli ed estratto come singolo il 5 maggio. Il 7 maggio viene pubblicato su YouTube il video di un nuovo singolo inedito intitolato Non caderci mai più. In seguito al riscontro positivo di pubblico ottenuto nell'ultimo periodo, il 9 maggio 2017 al PalaLottomatica di Roma e l'11 maggio 2017 al Mediolanum Forum Assago di Milano si sono svolti due eventi dal vivo denominati Completamente senza in cui il trio si è esibito per la prima volta nei maggiori palasport italiani.
Il 21 giugno 2017 viene presentato in streaming e in download digitale un altro singolo inedito, Riccione. Il 6 luglio da Ferrara parte il tour Completamente senza estate, che prosegue in diverse città italiane come Collegno, Catania, Gallipoli, Forte dei Marmi, Chieti per poi concludersi il 2 settembre a Treviso. Il 5 dicembre dello stesso anno pubblicano con la collaborazione di Radio Deejay il singolo natalizio Happy Christmas John. Il 12 gennaio 2018, il frontman Tommaso Paradiso partecipa al singolo Da sola/In the Night di Takagi & Ketra insieme a Elisa.

### Lovee lo scioglimento
Il 21 marzo 2018 viene pubblicato il singolo Questa nostra stupida canzone d'amore, seguito il 13 giugno 2018 da Felicità puttana e il 7 settembre 2018 da New York, tutti estratti da Love, quinto album del gruppo, uscito il 21 settembre 2018, che segue il solco tracciato dall'album precedente, ma con l'aggiunta di sonorità tendenti verso il pop e di una scrittura più intima.
Il 7 settembre 2019 il gruppo ha tenuto un concerto speciale intitolato Love al Massimo presso il Circo Massimo di Roma per concludere la tournée in supporto all'album. Dieci giorni più tardi Paradiso ha annunciato lo scioglimento del gruppo a causa di tensioni interne con Musella e Primavera, i quali hanno smentito lo scioglimento, dichiarando di voler proseguire con un nuovo membro. Tuttavia, la sostituzione di Paradiso non è mai avvenuta e dal 2019 il gruppo ha interrotto la propria attività.

## Stile e influenze
Con l'album Vol. 1 il gruppo riceve consensi positivi dalla critica. Nel 2012 l'uscita di Vecchio consacra il talento compositivo del trio, ma la critica si divide. Da qui la svolta dei Thegiornalisti verso nuove sonorità, l'introduzione di sintetizzatori a sostituire le preponderanti chitarre del precedente disco e le batterie meno sincopate unite a loop elettronici diventano un marchio di fabbrica, e con Fuoricampo siglano l'inizio di una nuova era.
Nel 2016 esce Completamente Sold Out, quarto disco della formazione romana, che li porta ad un pubblico più ampio grazie a brani come Tra la strada e le stelle e Completamente in rotazione nelle radio nazionali. Dopo il successo di Riccione, nel 2018 viene pubblicato il loro quinto album, Love, che segna il definitivo passaggio della band romana al genere pop.
Tra le maggiori influenze della band Tommaso Paradiso cita Vasco Rossi, Antonello Venditti, Lucio Dalla, Luca Carboni, gli Stadio e gli Oasis.

## Formazione
- Tommaso Paradiso – voce, pianoforte, tastiera, sintetizzatore, chitarra (2009-2019)
- Marco Antonio "Rissa" Musella – chitarra, basso, tastiera, sintetizzatore, cori (2009-2019)
- Marco Primavera – batteria, percussioni, batteria elettronica, cori (2009-2019)

Turnisti
- Leo Pari – tastiera, sintetizzatore, pianoforte, programmazione, cori (2015-2019)
- Walter Pandolfi – basso (2016-2019)
- Dardust – tastiera, sintetizzatore, pianoforte, programmazione, cori (2017-2019)
- Dario Tanghetti – percussioni (2019)
- Emanuele Guidoboni – basso (2009-2012)
- Gabriele Blandamura – basso (2012-2016)

## Discografia

### Album in studio
- 2011 – Vol. 1
- 2012 – Vecchio
- 2014 – Fuoricampo
- 2016 – Completamente Sold Out
- 2018 – Love

### EP
- 2012 – Canzoni fuori

### Singoli
- 2011 – Siamo tutti marziani
- 2014 – Promiscuità
- 2014 – Mare Balotelli
- 2014 – Fine dell'estate
- 2016 – Tra la strada e le stelle
- 2016 – Il tuo maglione mio
- 2016 – Completamente
- 2017 – Sold Out
- 2017 – Senza
- 2017 – Non caderci mai più
- 2017 – Riccione
- 2017 – Happy Christmas John
- 2018 – Questa nostra stupida canzone d'amore
- 2018 – Felicità puttana
- 2018 – New York
- 2019 – Maradona y Pelé

Come artisti ospiti
- 2017 – Pamplona (Fabri Fibra feat. Thegiornalisti)

### Collaborazioni
- 2018 – Tiromancino feat. Thegiornalisti - I giorni migliori (da Fino a qui)

## Videografia

### Video musicali
- 2016 – Tra la strada e le stelle
- 2016 – Completamente
- 2017 – Sold Out
- 2017 – Riccione
- 2018 – Questa nostra stupida canzone d'amore
- 2018 – Felicità puttana
- 2018 – New York
- 2019 – Maradona y Pelé